# Farväl till Berlin
Farväl till Berlin är en berättelsesamling av den engelska författaren Christopher Isherwood. Texterna, som utspelar sig i Weimarrepublikens Berlin mellan 1930 och 1933, publicerades på engelska 1939, samt i svensk översättning av Tage Svensson 1954. Tillsammans med Mr Norris byter tåg brukar den ges ut som The Berlin Stories. Den består av sex kapitel som kan läsas som noveller.
1951 blev romanen en pjäs som sattes upp på Broadway av John Van Druten. Pjäsen filmatiserades 1955. 1966 gjordes en musikal som fick namnet Cabaret. Musikalen blev 1972 en film med samma namn med Liza Minnelli i huvudrollen, och mottog åtta oscarspriser.

## Handling
Den löst sammanhållna romanen är skriven i dagboksform, och består av sex kapitel som går att läsa som noveller. Berättaren är en lätt förklädd version av författaren själv, och de delar samma namn. Det första och sista kapitlet heter båda 'A Berlin Diary', och berättas i presens. Betoning i dessa ligger på att skildra karaktärer och omgivningar. Däremellan löper kapitlen "Sally Bowles", "On Ruegen Island (Summer 1931)", "The Nowaks" och "The Landauers". Dessa berättas istället i dåtid, och fokuserar framförallt på de karaktärer som novellernas respektive titlar antyder. Sally Bowles, en nattklubbssångerska och självuttalad mindre lyckosam golddigger, baserad på verklighetens Jean Ross, är ständigt involverad i romanser, men aldrig förälskad på riktigt. Ingrid Norton kallar henne för en av litteraturens mest karismatiska hjältinnor, och argumenterar för att hon inspirerade Truman Capote till Holly Golightly Frukost på Tiffany's. Sally och Christopher blir mycket nära vänner, även om deras vänskap är mycket speciell. 
I det tredje kapitlet skildrar berättaren det homosexuella paret Peter och Otto. Peter är en deprimerad britt som tidigare besökt psykoanalytiker, men som nu satt sitt hopp till den bisexuelle tonåringen Otto. De tre bor tillsammans i ett hus på Rügen. Peter och Ottos förhållande är spänt, och Peter tvingas betala Otto för att han skall stanna kvar. Otto är helst ute och dansar om kvällarna, vilket gör Peter oerhört svartsjuk. Till slut blir Peter så kontrollerande i sitt beteende att Otto flyr tillbaka till Berlin. 
Mellan det tredje och fjärde kapitlet förflyter en del tid. Christopher flyttar in hos Ottos familj, familjen Nowak på Wassertorstrasse. Familjen är en typisk arbetarklassfamilj med knapert om pengar efter Wall Street-kraschen. Novellen har setts som den mest levande och litterärt framträdande i romanen. Otto är en lat tonåring som går sin moder på nerverna i sin lathet, även om det också ryms mycket kärlek i deras förhållande. Fadern är alkoholiserad, och Ottos äldre bror Lothar en arbetslös och hängiven nazist - till skillnad från Otto, som i stället är en övertygad kommunist. Lägenheten är i förfall, och kylan gör att modern får lunginflammation och tvingas till ett sjukhus. Christopher och Otto besöker modern där.
I det femte kapitlet skildras Natalia Landauer, en av Christophers elever (han jobbar som privat engelskundervisare). Hennes judiska familj äger butikskedjan Landauers, en av de största i landet. Natalias engelska är dålig och hennes uppfostran konservativ, men hon har stort självförtroende och hennes och Christophers vänskap blir under en kort period intensiv, även om det är svårt att umgås med både Natalia och Sally. Natalia försvinner därför ur vänskapskretsen, flyttar till Paris och gifter sig. Istället kommer Christopher nära hennes farbror, Bernhard Landauer, och besöker flera gånger hans sommarhus på landet. Christopher förstår aldrig riktigt om Bernhard spelar, är allvarlig, eller ironisk, och blir alltmer arg på Bernhard. Christopher tror att det är ett skämt när Bernhard föreslår att de ska fly landet, men när Bernhard försvinner och Christopher senare får reda på att han har dött på grund av nazisterna, inser Christopher att det var allvar.
I det sjätte kapitlet har alla personer från de fyra mellanliggande kapitlen försvunnit. Detta är också vad som åsyftades med The Lost, som romanen tillsammans med Mr Norris byter tåg skulle utges som. Romanen avslutas med att det nazistiska övertagande som har stegrats genom romanen avslutas, och Hitler tar makten. Isherwood flyttade till Berlin för pojkarnas skull, men nu är den dörren stängd och Isherwood flyttar ifrån Berlin - vars invånare, konstaterar han, är 'doomed' - fördömda.

## Berättarteknik
Romanen är indelad i sex kapitel, av vilka två ramkapitel berättas i presens och de fyra däremellan i dåtid. De berättas av Christopher Isherwood, löst byggd på författaren själv. Det är emellertid inte författaren som står i fokus. Bevingat har citatet från första sidan blivit:
Jag är en kamera med öppen slutare, helt passiv, mekaniskt registrerande.
Det finns en stark realistisk ådra i romanen, och en vilja att skildra alla detaljer. Tillvägagångssättet var vanligt förekommande i det som kallades Neue Sachlichkeit. Bland annat McCormick konstaterar hur nära romanen ligger Neue Sachlichkeit. Citatet berättar om en fotografisk tanke: "jag är en kamera". Allt skall alltså skildras objektivt, utan egna subjektiva tankar. Slutaren är öppen, "helt passiv, mekaniskt registrerande." 
Flera forskare har emellertid problematiserat detta, och menar att Isherwood just spelar med denna verklighetsproblematik. Woodhouse pekade i en analys på det omöjliga i att skildra något alldeles objektivt: ”Ultimately, Goodbye to Berlin acknowledges the fallacy of this assumption. Marooned in a mediated reality of his own devising, the narrator is left doubting the truth of what he has witnessed - ironically, it seems more ‘like a very good photograph’.” Isherwood vill framställa romanen som ett enda fotografi av Berlin - men i slutändan är han osäker på om det verkligen har hänt, eller om det bara "var ett väldigt bra fotografi". Det finns en tydlig verklighetsproblematisering i romanen. Robert Lee Treu kopplade detta till Bertholt Brechts Verfremdungseffekt: ”By drawing the reader’s attention to the curious distinctions between fiction and reality, Isherwood does manage to create his own version of Brecht’s Verfremdungseffekt. He seems to be alerting his readers, asking them to be sterner judges than they would normally be when reading fiction.” Spänningen mellan verklighet och fiktion kräver att läsaren är en aktiv 'domare' som dömer själv - det kräver en aktiv läsare. David Garrett Izzo var inne på samma spår: ”Consequently, what some critics have called Isherwood-the-narrator’s passive detachment is more a matter of his getting out of the way to let readers observe the characters and form impressions of them on their own.”

## Utgivning
Isherwood konstaterar själv i sitt förord att The Berlin Stories från början skulle utges som ett episkt drama, med samlingstiteln The Lost. Som titeln antyder skulle den tematisera alla de som på olika sätt gått förlorade i Hitlers Tyskland - både i bemärkelsen dött, och i bemärkelsen förletts.

## Adaptioner
Romanen gjordes till pjäs 1951, med titeln I Am a Camera, av John Van Druten. Pjäsen filmatiserades med samma titel. 1966 gjordes den till en musikal med titeln Cabaret av Fred Ebb och John Kander. Musikalen filmatiserades 1972, också då med titeln Cabaret, med Liza Minnelli som Sally Bowles. Filmen vann 8 oscarpriser, bland annat Liza Minnelli som bästa kvinnliga skådespelare